# Dirección de Transporte
La Dirección de Transporte (Dir Transp) es una dirección del servicio de transporte del Ejército Argentino con asiento en Palermo y con dependencia de la Dirección General de Material.

## Reseña
La Dirección de Transporte conduce el servicio de transporte para el Ejército y las otras Fuerzas Armadas de la Nación.
En 2008 fue creada la Compañía de Transporte y en 2021 por resolución del jefe del Estado Mayor General del Ejército fue creado el Batallón de Transporte 601, primera unidad táctica del servicio de transporte, bajo la órbita de esta dirección.
En 2020 prestó apoyo en la operación de protección civil Belgrano con tareas de apoyo a la comunidad y ayuda humanitaria desplegada por las Fuerzas Armadas durante la pandemia de COVID-19 en la Argentina y bajo la conducción del Estado Mayor Conjunto junto con el Ministerio de Defensa.

## Organización
- Dirección de Transporte (Dir Transp). Palermo.
  - Batallón de Transporte 601 (B Transp 601). Boulogne.